# Paraconotrochus capense
Espèce
Statut CITES
Paraconotrochus capense est une espèce de coraux appartenant à la famille des Caryophylliidae.